# Горькавый, Николай Николаевич
Николай Николаевич Горька́вый (род. 7 марта 1959, Челябинск) — советский и российский астрофизик, писатель, доктор физико-математических наук (1991). Лауреат Государственной премии СССР (1989).
Директор и старший научный сотрудник частного Гринвичского научно-технологического института (Greenwich Institute for Science and Technology, GIST) в штате Виргиния, США.

## Биография
В 1976 году окончил школу № 92 в Челябинске. Занимался в двух секциях Челябинского НОУ (научного общества учащихся): в секции химии (руководитель Ю. Г. Цитцер) и в секции теоретической физики (руководитель — профессор М. С. Свирский). Участвовал в трех сборах НОУ «Курчатовец» в 1975—1976 годах.
В 1976 году поступил на физический факультет Челябинского государственного университета, а в 1981 году закончил его.
В 1981—1986 годах учился в аспирантуре в Москве, в Институте астрономии РАН (с перерывом на службу в армии с весны 1982 по осень 1983). Защитил кандидатскую диссертацию по физике планетных колец в 1986 году.
В 1986—1998 годах работал в Крыму, в Симеизской обсерватории. В 1990 году в ГАИШ МГУ (ныне — Государственный астрономический институт имени П. К. Штернберга) защитил диссертацию доктора физико-математических наук (степень утверждена ВАК в 1991 году).
В 1998 году, получив за работы по зодиакальной пыли премию и приглашение Национальной академии наук США, начал работать в НАСА, в Центре космических полетов им. Годдарда, под руководством Джона Мазера. С 2011 года — в группе спутника «Суоми» (НАСА/НОАА).
Автор свыше ста научных работ и монографии по физике планетных колец.

## Основные научные интересы и достижения

### Физика планетных колец и их резонансное взаимодействие со спутниками (1981—1999)
Главные результаты (в основном, в соавторстве с А. М. Фридманом):
- развита теория происхождения планетных колец, основанная на механизме разрушения рыхлых частиц при взаимных столкновениях в дифференциально-вращающемся диске;
- построена система гидродинамических уравнений для гравитирующих колец из неупругих частиц;
- изучена стабильность колец Сатурна и открыты несколько новых неустойчивостей, в том числе, аккреционная неустойчивость, отвечающая за крупномасштабное расслоение колец Сатурна, а также эллипс-неустойчивость, вызывающая эксцентриситет у тонких колец Урана и Сатурна;
- выдвинута модель арок Нептуна, согласно которой они представляют собой прозрачное кольцо с нанизанными отдельными сгущениями-эпитонами. В каждом эпитоне частицы движутся по эпициклическим орбитам;
- предложена модель резонансного происхождения тонких колец Урана. На её основе предсказано положение 6 неоткрытых спутников Урана, дающих по два резонанса на зону колец. Это предсказание подтвердила АМС «Вояджер-2», через полгода открывшая 10 новых спутников Урана.

Эти работы составили первую в мире теоретическую монографию по современной теории планетных колец, которая впоследствии была переведена на английский.
Работы Горькавого—Фридмана о резонансной структуре колец Урана и предсказании его неоткрытых спутников высоко оценили академики В. А. Амбарцумян, В. И. Арнольд, Я. Б. Зельдович, Б. Б. Кадомцев, М. Я. Маров, А. М. Обухов и многие другие выдающиеся учёные.
Академик В. И. Арнольд:

Несколько лет назад при наблюдении с самолёта покрытия звезды Ураном случайно были обнаружены его кольца. Анализ их резонансной структуры позволил астрономам Н. Н. Горькавому и А. М. Фридману предсказать целую серию спутников Урана. Через полгода при пролёте «Вояджера-2» вблизи Урана 24 января 1986 г. все эти спутники были обнаружены на предсказанных расстояниях от Урана — ещё один триумф теории тяготения Ньютона. Предсказание орбит спутников Урана — выдающееся открытие, опередившее мировой уровень знаний в этой области, и наша наука может им по праву гордиться.

Нобелевский лауреат, академик В. Л. Гинзбург:

Это, по-видимому, второй случай в истории астрономии предсказания орбит новых небесных тел на основании теоретических расчетов (после происшедшего 140 лет назад вычисления Леверье и Адамсом орбиты неизвестной планеты, открытой затем в 1846 году Галле и названной Нептуном).

Академик Я. Б. Зельдович:

Такого рода предсказания и их подтверждения встречаются в астрономии весьма редко и заслуживают самой высокой оценки.

Государственная премия СССР 1989 года в области науки и техники была присуждена

«Горькавому Николаю Николаевичу, кандидату физико-математических наук, научному сотруднику Симеизской научной базы астрономического совета Академии наук СССР, Фридману Алексею Максимовичу, доктору физико-математических наук, заведующему отделом того же астрономического совета, — за предсказание системы новых спутников Урана на основе созданной теории коллективных и столкновительных процессов в кольцах планет».

Указ о присуждении премии был подписан М. С. Горбачёвым и Н. И. Рыжковым.

### Происхождение нерегулярных спутников планет-гигантов (1993—1995)
В 1993—1995 годах Н. Н. Горькавым и Т. А. Тайдаковой была разработана численная модель для анализа захвата пролетающих астероидов возле планеты-гиганта. Модель была применена к системам трёх планет-гигантов: Юпитера, Сатурна и Нептуна. Неожиданно выяснилось, что обратные спутники не просто охотнее захватываются, чем прямые — они при захвате попадают во вполне определённые зоны, определяемые различной геометрией траекторий налетающих астероидов. И именно в этих зонах и располагаются реальные обратные спутники. Таким образом, расположение внешних спутников, которое долгое время считалось иррегулярным, оказалась подчиняющимся определённым закономерностям. В модели получило объяснение существование внешних юпитерианских спутников, включая обратную группу Пасифе, образование обратной Фебы у Сатурна и большого обратного Тритона у Нептуна.
Из модели для Сатурна был сделан вывод, что на расстояниях примерно в два раза больших, чем радиус орбиты обратной Фебы (13 млн км), самого внешнего спутника Сатурна, известного в начале 1990-х годов, существует ещё неоткрытая группа внешних обратных спутников — аналога юпитерианской внешней группы Пасифе. Предсказание о существовании самой внешней группы обратных спутников Сатурна подтвердилось спустя несколько лет: в 2000—2007 годах на расстояниях в 18—24 миллиона километров было открыто 25 обратных спутников Сатурна. Зона между обратной Фебой и обратной внешней группой, а также между Фебой и Япетом занята преимущественно спутниками с прямыми орбитами — в хорошем соответствии с моделью Горькавого — Тайдаковой.
В 2001 году Горькавый и Тайдакова сделали из своих расчетов 1995 года дополнительное предсказание о том, что самый внешний в то время спутник Нептуна Нереида является крупнейшим представителем прямых спутников в группе внешних спутников, которая будет состоять из смеси спутников с разным направлением обращения при доминировании числа обратных. В 2002—2003 годах за орбитой Нереиды было открыто 2 прямых и 3 обратных спутника Нептуна.

### Зодиакальное облако (1994—2000)
Спутник «COBE» в начале 1990-х с рекордной точностью измерил как реликтовое излучение (за открытие неоднородностей которого Джон Мазер и Джордж Смут получили Нобелевскую премию по физике 2006 года), так и засветку неба из-за зодиакальной пыли, которая серьёзно мешала тонким наблюдениям. Для создания преемника «Хаббла», космического супертелескопа имени Уэбба, потребовалось определить, насколько интенсивно свечение зодиакальной пыли в других точках Солнечной системы, например, в поясе астероидов — в одном из возможных мест размещения будущего телескопа.
В середине 1990-х годов Николай Горькавый, по предложению Джона Мазера, взялся за построение физической трёхмерной модели межпланетного пылевого облака (на основе данных спутника «COBE», полученных для точки Земли), с помощью которой можно было рассчитать зодиакальную засветку в любой точке Солнечной системы.
Эта работа в 1998 году была удостоена премии Американской академии наук. Её результаты были опубликованы в ведущих американских научных журналах. Модель позволила рассчитать карты засветки неба в любой точке Солнечной системы.

### Экзопланеты
Звезда Бета Живописца (β Pictoris) известна своим пылевым диском, видным с ребра, а также тем, что на звезду падают настоящие ливни из комет, которые испаряясь, кратковременно изменяют спектр звезды. Интенсивность этих загадочных кометных ливней сильно варьируется в течение нескольких месяцев.
На гавайской и парижской конференциях (1993 и 1994) Н. Н. Горькавый и Т. А. Тайдакова выдвинули модель, по которой возле Беты Живописца существуют две массивные планеты, похожие по массам и расположению на Юпитер и Сатурн в Солнечной системе. Численный расчет показывал, что эти две планеты способны сбрасывать на звезду большое количество комет, причем интенсивность этих ливней будет варьироваться именно так, как наблюдается.
В 2000 году Николай Горькавый вместе с Джоном Мазером и другими соавторами применил модель зодиакального свечения к дискам возле Веги и Эпсилон Эридана и показал, что резонансное взаимодействие планет с кометно-пылевым диском может приводить к резонансным асимметричным пылевым узорам в диске, заметным с большого расстояния. Это дает новый метод открытия планет возле других звёзд. В статье предсказано существование массивной внешней планеты на радиусе > 60 а. е. возле Веги и небольшой внешней планеты возле Эпсилона Эридана. Этой работе были посвящены специальные пресс-релизы NASA и IAU (Международного астрономического союза).
В 2000 году, по предложению Салли Хип, проводившей наблюдения на телескопе имени Хаббла, Горькавый промоделировал изгиб диска возле Беты Живописца — и показал, что он легко объясняется наличием небольшой (в 10 масс Земли) планеты, расположенной на расстоянии в 70 астрономических единиц (расстояний Земли от Солнца) и имеющей наклонение орбиты в 2,5 градуса. В настоящее время возле Беты Живописца открыта целая планетная система. Достаточно точно определён радиус орбиты только одной планеты, аналога Сатурна, расположенного на расстоянии около 10 астрономических единиц.
В 2006 году Горькавый и Тайдакова сделали вывод, что если наблюдения асимметричного кольца вокруг Веги верны, то это означает, что возле неё есть не только внешняя планета, создающая асимметричный пылевой узор, но и массивная внутренняя планета, которая очистила пространство вокруг звезды от пыли.

### Образование Луны и двойных астероидов. (1994—н. в.)
Вместе с крымскими астрономами В. В. Прокофьевой и В. П. Таращук, известными своими пионерскими наблюдениями спутников астероидов, Н. Н. Горькавый написал статью о спутниках астероидов в журнале «Успехи физических наук». Им было показано, что спутники астероидов стабильны и располагаются глубоко внутри сферы Хилла своих главных тел. Но причина образования сравнительно крупных спутников у достаточно мелких астероидов со слабой гравитацией оставалась непонятной. Образование огромной Луны у небольшой Земли представляло аналогичную проблему, но в случае астероидов из-за слабости их гравитации парадоксальность ситуации делалась более наглядной.
В 2007 году Горькавый опубликовал новую модель образования Луны, согласно которой она выросла из регулярного околопланетного облака, масса которого многократно увеличилась за счет баллистического переноса вещества из мантии Земли. Этот перенос похож на тот, который использует модель мегаимпакта, но он идёт не одним мега-ударом, а множеством гораздо менее катастрофичных событий. Аналогичный механизм отвечает и за образование спутников у астероидов, где мегаимпакты случаются редко, зато постоянным фактором эволюции является соударения микрометеоритов с астероидами. Систематический унос массы с поверхности астероидов в межпланетное пространство отвечает за сильное уменьшение массы астероидного пояса (что собственно и послужило причиной — почему в поясе не образовалось планеты), а захват части этого потока в околоастероидный диск вызывает массовое образование астероидных спутников. Когда крупный спутник присоединяется к главному телу, то возникают типичные гантелеобразные астероиды.

### Сейсмологическая активность и неравномерность вращения Земли. (1989—2007)
Основные результаты, полученные Горькавым вместе с группой соавторов (А. М. Фридман, Ю. А. Трапезников, Л. С. Левицкий, Т. А. Тайдакова и другие):
- Обнаружена корреляция между сейсмичностью и неравномерностью вращения Земли (модулем производной от скорости вращения по времени)/
- Найдена антикорреляция сейсмической активности между Северным и Южным полушариями, которая оказалась связана с активностью разломов на краю Тихого океана (так называемого «огненного кольца»). Позже было показано, что такая сейсмическая асимметрия — типичное явление на стыке трех плит.
- Доказано существование годового периода в частоте слабых землетрясений и изучена зависимость статистической значимости этого периода от глубины эпицентра, от географического региона и других факторов.
- Предсказана неравномерность (около 0.5 см в год) скорости движения континентов, которая достигает в среднем нескольких сантиметров в год.

Это научное направление было поддержано одним из первых грантов РФФИ в 1993 году.

### Спутник «Суоми», атмосферная физика, Челябинский болид (2011—н. в.)
19 февраля 2013 года Горькавый обнаружил в данных лимбового сенсора спутника «Суоми» сигнал от пылевого облака, оставленного в атмосфере Челябинским болидом. С помощью анализа данных «Суоми», продемонстрировал, что облако растянулось в кольцо, которое просуществовало в атмосфере Земли более трёх месяцев. Из наземных фотографий, присланных очевидцами, оценил высоту и скорость конвективного подъёма грибообразного облака, а также обнаружил явление «перелёта» — когда быстро поднимающееся облако, проскочив точку равновесия, оседает назад. По аэродинамическому торможению оценил диаметр обломка, упавшего в озеро Чебаркуль в 78 см (-16/+20)см, что оказалось очень близко к реальным размерам вытащенного из озера фрагмента: 88x66x62 см.
Горькавый стал ведущим автором статьи в Geophysical Research Letters. Другие соавторы статьи: Дидье Рауль, разработчик программ определения свойств аэрозоля из данных спутника «Суоми»; Пол Ньюман и Арлиндо да Сильва — известные специалисты по моделированию атмосферных течений; Александр Дудоров, челябинский астроном, возглавивший сбор метеоритов и метеоритной пыли после взрыва болида. Этой работе был посвящён пресс-релиз Годдардского центра НАСА и специальная анимация, созданная специалистами в Годдарде. Пресса всего мира обсуждала новое пылевое кольцо вокруг планеты.
В 2014 году Центр космических полетов им. Роберта Годдарда отметил группу ученых, изучавших под руководством Николая Горькавого челябинский метеорит, премией им. Роберта Годдарда — одной из самых престижных наград США в области изучения космоса.
Участник мероприятий, посвящённых Челябинскому метеориту: круглых столов, конференцияй, сборников и др.
В 2014 году Горькавый предложил построить в Челябинске многофункциональное здание «Галерея „Метеорит“» в форме метеоритного следа.
В 2016 году в соавторстве с А. Е. Дудоровым вошел в редакционную коллегию и выступил одним из соавторов книги «Челябинский суперболид», выпущенной издательством Челябинского государственного университета.

### Циклическая модель Вселенной
В начале 2020-х годов Н. Горькавым предложена, и с тех пор при участии соавторов развивается, циклическая модель Вселенной. На основе общей теории относительности сделано предположение, что в каждом цикле расширение начинается за счёт преобладания силы антигравитации, возникающей в результате уменьшения массы системы при слиянии чёрных дыр, которое происходит с излучением гравитационных волн (около 5 % от суммарной массы превращается в энергию), а сжатие идёт за счёт преобладания силы гравитации, увеличивающейся в результате роста массы чёрных дыр, в том числе при поглощении ими гравитационных волн. Предложенная концепция предполагает, в частности, существование в настоящее время гигантской чёрной дыры размером в миллиард световых лет, максимальное сжатие Вселенной в цикле до размера порядка светового года, переход части чёрных дыр из цикла в цикл.
По данной теме опубликованы 2 книги (фактически 2 издания одной и той же книги):
- Осциллирующая Вселенная / Николай Горькавый. Челябинск : Изд-во Челяб. гос. ун-та, 2023. 245 с. ISBN 978-5-7271-1869-6
- Пульсирующая Вселенная / Горькавый Н. Н. СПб: Изд-во Питер, 2024. 352 с. ISBN 978-5-00116-913-0

### Прочее
Николай Горькавый также интересуется проблемами обработки трёхмерных лидарных данных; роботостроением (см. конструкцию робота «Сёрфера» из «Теории катастрофы»); динамикой клеточных мембран и математическим моделированием разрыва эритроцитов, инфицированных малярийными паразитами (эта тема была поддержана грантом фонда Лангедок-Русильон и развивается им с 2011 года, с месячного визита в университет Монпелье, Франция), а также проблемой энергии-импульса гравитационного поля в теории Эйнштейна.

## Литературная деятельность

### Научно-популярные книги

#### Цикл «Научные сказки»
- «Звёздный витамин», Астрель/АСТ, М., 2012, 190 с.
- «Небесные механики», Астрель/АСТ, М., 2013, 285 с.
- «Колумбы космоса», Астрель/АСТ, М., 2013, 475 с. (переиздание «Звёздного витамина» и «Небесных механиков»)
- «Создатели времён», Астрель/АСТ, М., 2014, 254 с.
- «Космические сыщики», Астрель/АСТ, М., 2015, 240 с.
- «Электрический дракон», АСТ, М., 2017, 256 с.
- «Неоткрытые миры», АСТ, М., 2018, 287 с.
- «Первооткрыватели. Истории о великих людях и великих открытиях», АСТ, М., 2018, 460 с. (переиздание «Звёздного витамина» и «Создателей времён»)
- «Звездочёты. Истории о колумбах, исследующих просторы Сселенной», АСТ, М., 2018, 254 с. (переиздание «Небесных механиков» и «Космических сыщиков»)
- «Драконоборцы. Истории о неразгаданных научных тайнах», АСТ, М., 2018, 560 с. (переиздание «Электрического дракона» и «Неоткрытых миров»)

#### Прочее
- Энциклопедия для детей. Астрономия. Аванта+, 1998 (соавтор).
- Большая детская энциклопедия. Вселенная. Русское энциклопедическое товарищество, 2000. (соавтор)
- «Челябинский суперболид», Издательство Челябинского государственного университета, Челябинск, 2016 (соавтор)
- «Пульсирующая Вселенная», ИД «Питер», 2024, 360 с.

### Научная фантастика
- «Астровитянка». Астрель/АСТ, М, 2008, 508 с.
- «Теория катастрофы». Астрель/АСТ, М, 2009, 508 с.
- «Возвращение Астровитянки». Астрель/АСТ, М, 2010, 477 с.
- «Курьер-619 (Юпитер — Челябинск)». АСТ, 2021, 384 с.

По книгам «Астровитянка» и «Теория катастроф» в 2014 году были написаны сценарии для полнометражных кинофильмов (авторы сценариев — Н. Горькавый и Т. Киця).

## Признание и награды
- 1989 — лауреат Государственной премии СССР с золотой медалью.
- 1992 — грант Американского астрономического общества.
- 1993—1995 — две премии Международного научного фонда.
- 1993—1998 — два гранта Российского фонда фундаментальных исследований.
- 1998—2000 — премии Национального исследовательского Совета Национальной академии наук США.
- 2009 — премия «Странник» в номинации «Образ будущего» за книгу «Девочка с хрустальными волосами» (первая книга серии «Астровитянка»).[30]
- 2010 — премия «Бегущая по волнам» за лучший женский образ в фантастическом произведении, за образ Никки в романе «Астровитянка»[30][31]
- 2012 — Народная премия «Светлое прошлое» за выдающиеся достижения в области науки (от правительства Челябинской области и фонда Олега Митяева)[32]
- 2014 — премия имени Роберта Годдарда (NASA) за выдающиеся научные достижения.
- 2021 — Беляевская премия (за сборники научных сказок: «Звёздный витамин» (2012), «Небесные механики» (2013) и «Создатели времён» (2014); номинация «Восстановление справедливости»)[33]

Горькавый стал одним из самых молодых лауреатов Государственной премии СССР, получив её в 30 лет, и, видимо, единственным в истории премий лауреатом, который отказался приехать на получение премии: Государственную премию 1989 года А. М. Фридману вручили в Кремле, а Н. Н. Горькавого пригласили на вручение в набирающий независимость Киев, и он на торжественное вручение собственной премии не поехал.
Крымский астроном Н. С. Черных назвал открытый им астероид 4654 именем «Горькавый». Международный астрономический союз (IAU) утвердил это название (4654 Gor’kavyj) в 1997 году со следующим обоснованием:

Назван в честь Николая Николаевича Горькавого (1959—), сотрудника Крымской астрофизической обсерватории, небесного механика и космогониста. Он создал единую модель образования спутниковых систем Юпитера, Сатурна и Нептуна, и объяснил происхождение обратных спутников планет-гигантов и особенностей колец Нептуна.

Академик В. И. Арнольд в своей книге «Математическое понимание природы. Очерки удивительных физических явлений и их понимания математиками» пишет, что обсуждал с иностранными учёными возможность присуждения Нобелевской премии за предсказание спутников Урана:

Мне кажется, Нобелевские премии специально созданы для увенчивания именно таких научных открытий, подтверждённых впоследствии экспериментами или наблюдениями, как описанная теория колец Урана. Но американские астрономы, с которыми я это впоследствии обсуждал, возразили: «наша цель — поддерживать американские теории, а не российские».